# (10216) Popastro
(10216) Popastro est un astéroïde de la ceinture principale.

## Description
(10216) Popastro est un astéroïde de la ceinture principale. Il fut découvert le 22 septembre 1997 à Church Stretton par Stephen P. Laurie
. Il présente une orbite caractérisée par un demi-grand axe de 2,76 UA, une excentricité de 0,14 et une inclinaison de 5,7° par rapport à l'écliptique.

## Compléments